# 傅作舟
傅作舟（1534年—？），字元濟，號大川，湖廣荊州府江陵縣人，民籍，明朝政治人物。

## 生平
嘉靖三十四年（1555年）乙卯湖廣鄉試第六十六名舉人，隆慶五年（1571年）登辛未科會試第一百七十七名，第三甲第二百五十七名進士。都察院觀政，獲授蒙阴县知县，六年调任邢台县，万历五年（1577年）七月考选，授南京户科给事中，彈劾南京吏部尚书潘晟、南京都察院右佥都御史张岳，因潘晟为其同乡兵部郎中吕若愚、张岳为其同乡刑部郎中包大爟互相包庇、党庇轻处，建议罢斥。此事最终以吕若愚被革职闲住告结。六年（1578年）三月，上本指出南京百官以朱票朱封的形式采买货物，以致商户亏损较多；户部回覆四条建议：一是革除纸张的违规索取，二是只向正规商行购买而禁止向非商户索拿，三是定期对商户进行编审，四是禁止向百姓索要财物。此议得准。八年（1580年）五月，上时政议四条，包括统一考核规范、警惕谎冒僧道身份、降低淮安赋税、解决仓粮积贮过多等事宜。九年（1581年）四月，奏南直隶灾伤，户部回覆命南京户部发银赈灾。十年（1582年）五月升南京尚宝司卿，十二月再升光禄寺少卿。张居正去世后，於次年（1583年）二月被南京河南道御史方万山弹劾弄權纳贿，以原官降一级调外任，十二年（1584年）三月以党附张居正被削籍为民，九月受张府抄家事牵连被追赃。

## 家族
曾祖傅伯海；祖父傅鎮；父傅朝珍，推官。母萬氏。永感下。孫傅汝为，崇祯七年甲戌科進士。